# Wilhelm Koppers
Wilhelm Koppers (ur. 8 lutego 1886 w Menzelen, zm. 23 stycznia 1961 w Wiedniu) – niemiecki duchowny katolicki, etnograf, językoznawca.
Uczeń antropologa Wilhelma Schmidta w Seminarium Misyjnym św. Gabriela w Mödling, później związany ze Schmidtem przez 18 lat przy redagowaniu wpływowego czasopisma "Anthropos". W 1911 został wyświęcony na misjonarza w Zgromadzeniu Słowa Bożego (SVD). W 1917 obronił doktorat na Uniwersytecie Wiedeńskim, został tam wykładowcą (1924). Od 1928 profesorem etnologii Uniwersytetu Wiedeńskiego. Prowadził badania nad kulturą Indian Ziemi Ognistej oraz Bhilów w Indiach. Współtwórca kulturowo-historycznej szkoły w etnografii. Został pozbawiony profesury w 1938, od 1940 przebywał we Fryburgu w Szwajcarii. Po zakończeniu II wojny światowej został zrehabilitowany i powrócił do Wiednia, gdzie ponownie objął profesurę i został kierownikiem Instytutu Etnologii. Do jego uczniów należeli Clyde Kluckhohn, Helmut Petri i Masao Oka. Koppers przeszedł na emeryturę w 1957 roku. 

## Wybrane publikacje
- Der Urmensch und sein Weltbild (1949)